# Deasonika
I Deasonika sono stati un gruppo musicale alternative rock italiano.

## Storia
Il gruppo nasce a cavallo tra il 1994 e il 1995 con il nome "Bad Season" come cover band di brani rock e hard rock. La formazione era composta dai due fondatori, il chitarrista Massimo Pistori, e il cantante Massimiliano Zanotti, a cui si aggiunse il bassista Alessandro Mondelli. Successivamente si unì alla band il batterista Stefano Facchi e il chitarrista ritmico Raffaele Vendittis.
Il gruppo nasce ufficialmente nel 2001, quando fu adottato il nome Deadsonika nato da un'idea di Pistori che prese ispirazione dal nome di un negozio di Hi-Fi car.Dopo l'abbandono di Vendittis, entrò nel gruppo Francesco Tumminelli come chitarrista ritmico.
La prima pubblicazione fu l'autoproduzione dell'album L'uomo del secolo grazie all'incontro con il produttore Marco Trentacoste, che nel 2002 entra a sua volta nel gruppo nella veste di chitarrista e tastierista. Successivamente firmano per l'etichetta Edel Music.
Nel settembre 2004 esce il secondo album, Piccoli dettagli al buio, preceduto dall'EP Il giorno della mia sana follia. Nel 2006 partecipano al Festival di Sanremo nella categoria "giovani" con Non dimentico più. Nello stesso mese esce la raccolta Deasonika contenente, oltre all'ultimo singolo, anche canzoni degli album precedenti, interamente riarrangiate e risuonate in versione elettro-acustica (sempre prodotti e mixati da Marco Trentacoste).
Degna di nota è la partecipazione di Jaz Coleman, mente dei Killing Joke, nel rifacimento di 00:16, che per l'occasione si trasforma in Betrayal grazie al testo inedito scritto da Coleman appositamente per il duetto con il cantante Max Zanotti.
Del 2008 è l'album Tredicipose che esce nei negozi accompagnato dal DVD del mediometraggio di Simone Covini intitolato Dovunque adesso e dal booklet che vede le fotografie di Alice Pedroletti affiancate alle liriche della band. Il cd è l'ultima collaborazione effettuata da Marco Trentacoste in qualità di membro della band; nell'organico entra in pianta stabile il tastierista Gionata Bettini. Segue un mini tour di presentazione dell'album, con date all'Alcatraz di Milano, all'Alpheus di Roma e a Le Piccole Iene di Romagnano Sesia, durante il quale la band offre gratuitamente ai primi 100 partecipanti delle varie serate una copia del nuovo cd denominata Live limited edition.
Il 10 gennaio 2010 con un comunicato stampa ufficiale apparso sulla loro pagina facebook e myspace, i Deasonika annunciano un periodo di pausa.

## Formazione

### Ex membri
- Marco Trentacoste (Milano, 4 agosto 1976) - chitarra, tastiere (2002-2008)

### Turnisti
- Gionata Bettini (Novara, 12 maggio 1972), tastiere, sintetizzatore (2008-2010)

## Discografia

### Album studio
- 2001 - L'uomo del secolo
- 2004 - Piccoli dettagli al buio
- 2006 - Deasonika
- 2008 - Tredicipose

### EP
- 2004 - Il giorno della mia sana follia
- 2006 - Non dimentico più